# Faja Maisan
Faja Maisan es una localidad chilena ubicada en la Región de la Araucanía, a 30 kilómetros hacia la costa de la comuna de Pitrufquén y a 20 m s. n. m. Su nombre proviene del apellido de su primer colono, Max Maisan.
La zona logró desarrollarse luego del proceso de Pacificación de la Araucanía, en el territorio que se encuentra entre los ríos Biobío y Toltén. El sector de Faja Maisan se caracterizaba por tener tierras nulamente habitadas, pantanosas y mayormente cubiertas de bosques nativos donde predominaba el canelo, temo, coigüe, y en las partes mejor drenadas roble y laurel, entre otros. Entre 1905 y 1912, la faja de hijuelas que luego sería Faja Maisan recibió colonos, algunos de los cuales habían llegado a otras zonas demasiado inhóspitas al sur del país. La mayoría de estos colonos eran oriundos de Alemania, Países Bajos y Suiza, como parte del proceso de la colonización europea de la Araucanía.
El último colono, Emil Redel, falleció en julio del año 2007.